# Lobogeniates fuscopunctatus
Lobogeniates fuscopunctatus är en skalbaggsart som beskrevs av Ohaus 1917. Lobogeniates fuscopunctatus ingår i släktet Lobogeniates och familjen Rutelidae. Inga underarter finns listade i Catalogue of Life.